# Stazione di Sinimun
La stazione di Sinimun (신이문역 - 新里門驛, Sinimun-yeok) è una stazione della metropolitana di Seul servita dalla linea 1 (ufficialmente, linea principale Gyeongwon) della metropolitana di Seul. Si trova nel quartiere di Dongdaemun-gu, a Seul, in Corea del Sud.

## Storia
La stazione venne inaugurata il 5 gennaio 1980 con la prima estensione della linea 1 della metropolitana di Seul. Nel 2007 sono state aggiunte tre nuove uscite alle due precedentemente attive.

## Linee
Korail
● Linea principale Gyeongwon (utilizzata dalla linea 1) 121

## Struttura
La fermata della è costituita da due marciapiedi laterali con i binari al centro. Il fabbricato viaggiatori si trova sopra il piano del ferro.
| 1 | ● Linea 1 | per Università Gwangwoon, Uijeongbu, Dongducheon e Soyosan |
| 2 | ● Linea 1 | per Cheongnyangni, Seul, Yongsan, Guro, Incheon e Cheonan  |

## Stazioni adiacenti
| «       | Servizio      | »       |
| Linea 1 | Linea 1       | Linea 1 |
| ------- | ------------- | ------- |
| Seokgye | Tutti i treni | Oidaeap |